# Кадомцев, Эразм Самуилович
Эра́зм Самуи́лович Кадо́мцев (8 марта 1881, Бирск, Уфимская губерния — 6 марта 1965, Москва) — участник революционного движения в России, советский организатор кинопроизводства, председатель правления Госкино (1923—1925).

## Биография
Родился в Бирске (Уфимская губерния), дворянин, сын чиновника. Его отец Самуил Евменьевич Кадомцев — казначейский чиновник прогрессивных взглядов. В его доме бывали политические ссыльные, в том числе Н. Крупская, отбывавшая в Уфе ссылку, заходил в 1900 году и В. И. Ленин. Мать, Анна Фёдоровна Буталова (1860—1942) — из старообрядческой семьи.
Окончил кадетский корпус в Оренбурге и Павловское военное училище в Петербурге. Будучи офицером в период русско-японской войны, вёл революционную пропаганду среди солдат и поднял на мятеж 6-й восточносибирский стрелковый полк. Член РСДРП с 1901 года, большевик. В революцию 1905 года организатор боевых рабочих дружин в Уфе, вместе с братом Иваном создавал боевые дружины на Урале, написал их устав. Будучи начальником штаба боевых дружин, действовал на Среднем и Южном Урале. С марта 1906 года член военно-боевого центра при ЦК большевиков в Петербурге, организатор центральной инструкторской школы боевых дружин. Делегат 1-й конференции военных и боевых организаций РСДРП (1906), где выступил с докладом о ситеме их организации. Был избран членом Временного бюро военных и боевых организаций. В 1908 году был арестован, сослан в Сибирь, в конце 1909 года бежал из ссылки во Францию.
В 1910—1915 годах под кличкой «Владимир» жил в эмиграции в Париже. Вернувшись в Россию, вёл революционную работу на Урале, в Петербурге. Участник Февральской и Октябрьской революций 1917 года на Урале. После революции был членом Уфимского губкома партии большевиков, губвоенкомом, начальником особого отдела Туркестанской армии. В 1919 году — начальник разведки штаба Восточного фронта Красной армии, затем командующий войсками ВОХР (войсками ГПУ) в Приуральском округе. В 1921—1922 годах — начальник главного управления водного хозяйства Туркестанской республики. В июле—октябре 1922 года был начальником Управления войск ГПУ (затем начальником войск ГПУ).
В 1923—1925 годах — председатель правления Госкино.
С 1925 по 1927 год был председателем правления общества «Автопромторг», сыгравшего большую роль в развитии советского автотранспорта. Затем работал в Союзтрансе, в том числе заместителем начальника Центрального управления шоссейных и грунтовых дорог и автомобильного транспорта Народного комиссариата путей сообщения СССР. Награждён орденом Ленина. С 1940 года — персональный пенсионер союзного значения.
Похоронен на Новодевичьем кладбище в Москве.
Его именем названа улица на севере Москвы. Одна из улиц Уфы названа именем братьев Кадомцевых.

## Сочинения
- Первая инструкция для разведчика народнаго вооружения / Э. С. Кадомцев. — М.: Изд-во Всероссийскаго Центральнаго Исполнительнаго Ком. Советов Р., С., К. и К. Депутатов, Военный отд., 1918. — 8 с.
- Воспоминания о молодости [старого революционера, большевика] / Э. Кадомцев. — [М.]: Изд. и ф-ка юношеской книги изд-ва «Мол. гвардия», 1937. — Обл., 51 с.